# 25fps.cz
25fps je online časopis nejen o filmu a nových médiích, který vychází od roku 2007. Vzešel z řad studentů olomoucké filmové vědy, postupně rozšiřoval pole své působnosti. Nyní do časopisu přispívají nejen studenti olomoucké, ale také brněnské a pražské filmové vědy, a rovněž pedagogové. Kromě hlavního tématu pravidelně přináší profily tvůrců, rozhovory, reportáže z festivalů, analýzy a recenze snímků jak českých, tak světových, přičemž usiluje zejména o reflexi přehlížených či zapomenutých filmů. Věnuje se také světové i domácí TV tvorbě, vybraným DVD a knižním titulům, dokumentárnímu filmu a v neposlední řadě novým médiím, zejména komiksu a videoartu.
Vedle příspěvků uveřejňovaných v češtině časopis nabízí také příspěvky ve slovenštině a snaží se rovněž pravidelně přinášet překladové články. Od února 2012 překladatelský tým zprostředkovává vybranou část obsahu časopisu v anglickém jazyce. Starší články jsou k dispozici v archivu, který je průběžně doplňován. Nyní obsahuje více než 3000 článků.

## Vznik a vývoj časopisu
Internetový časopis založili Lukáš Gregor a Kateřina Šteidlová, tehdy studenti olomoucké filmové vědy, v březnu 2007. 12. dubna 2007 bylo založeno občanské sdružení 25fps (25 fps, o.s.) a v dubnu také vyšlo 1. číslo časopisu. Od té doby vycházel každý měsíc (v létě 2008 bylo dvojčíslo), později jako dvojměsíčník. Počet článků se pohyboval mezi 20-30 na jedno vydání, výjimkou nebyl ani počet vyšší. Po období, kdy časopis vycházel jako tematicky zaměřený dvouměsíčník (ovšem s téměř každodenní dávkou recenzí aktuálních snímků a také aktualit z festivalů), se v únoru 2012 přerodil na měsíčník, v němž tematicky laděné číslo nevychází celé v jeden den (25. dne v měsíci), ale rozložené do měsíce či dvou. V dubnu 2015 vyšlo jubilejní 60. číslo. Aktuálně takřka každý den vychází nový článek, ať už aktuality týkající se festivalů, recenze filmů, filmových publikací, komiksů apod.

## Redakce
Do června roku 2009 byl šéfredaktorem časopisu Lukáš Gregor, který předal štafetu Milanu Hainovi. Po Milanu Hainovi se šéfredaktorkou stala v srpnu roku 2012 Jana Bébarová. Zástupkyní šéfredaktorky je Veronika Zýková. Novou vizuální identitu 25fps v listopadu 2012 vytvořil Bohdan Heblík. Do okruhu redakce (stálých přispěvatelů) patří Iveta Jansová, Marie Meixnerová, Jaroslav Stuchlý (zejména recenze komiksů), Vít Poláček, Veronika Jančová, Dominika Moravčíková, Klára Feikusová, Tomáš Komínek a další. 25fps.cz spolupracoval a spolupracuje také s řadou externích přispěvatelů.

## Partneři
25fps je mediálním partnerem řady kulturních akcí i mezinárodního rozměru a spolupracuje s několika českými institucemi, společnostmi a servery (např. Letní filmová škola Uherské Hradiště a další projekty AČFK, Kino na Granicy / Kino na Hranici, Visegrad Animation Forum, filmový distributor Artcam, portál DAFilms, platforma pro rozvoj a propagaci studia vizuální kultury Fresh Eye ad.). Členové redakce v letech 2010 a 2011 vytvářeli obsah Filmových listů na Letní filmové škole v Uherském Hradišti. Podíleli se rovněž na XV. Semináři britského filmu, věnovaném Johnu Lennonovi, v Uherském Hradišti v roce 2010, v podobě textů do katalogu, lektorských úvodů a dramaturgie. Jana Bébarová byla rovněž programovou ředitelkou Semináře archivního filmu zaměřeného na spolupráci Herzoga a Kinského v roce 2011. Několik členů redakce se podílí na Noir Film Festivalu a výstavě Hugo Haas v USA 40–62, která proběhla mj. v Olomouci, Brně a Ostravě.

## Témata
Mezi osobnostmi, kterým se 25fps v analytických textech věnoval v jednotlivých číslech, jsou např. Samuel Fuller, Tennessee Williams, Walt Disney, Anthony Mann, Ernst Lubitsch, Clint Eastwood, Jean-Luc Godard, Alfred Hitchcock, Ludvík Aškenazy, František Čáp, Oldřich Daněk, Drahomíra Vihanová, Petr Marek a Robert Sedláček. V žánrové oblasti byly podrobně reflektovány road movie, sci-fi, film noir a buddy movie. Z dalších oblastí zmiňme klasický japonský film, indický film, hudební videa, rotoskopii, VJing, české krimi či československý koncentráčnický či dokumentární film.